# Dalla parte giusta
Dalla parte giusta è un film del 2005 diretto da Roberto Leoni.